# Антон Јосиповић
Антон Анте Јосиповић (Бања Лука, 22. октобар 1962) бивши је олимпијски победник на Олимпијским играма 1984.
Као члан бањалучког боксерског клуба „Славија“ освојио је првенство Југославије 1982. Балкански првак је постао 1983.
На Олимпијским играма 1984. у Лос Анђелесу постао је први југословенски спортиста који је освојио златну медаљу без борбе. Јосиповић је у финалу остао без противника пошто је југословенски судија Глигорије Новичић дисквалификовао америчког боксера Евандера Холифилда који је у другом полуфиналном мечу ударио и нокаутирао свог противника, Новозеланђанина Кевина Барија, након знака за прекид борбе.
Будући да је био дисквалификован, Холифилд, каснији двоструки светски првак у тешкој категорији, није имао право да наступи у финалу ОИ. Будући да се и Бари није могао такмичити јер је био нокаутиран, Јосиповић је освојио златно медаљу без борбе. Убрзо након тога окончао је аматерску каријеру.
Професионалну боксерску каријеру започео је 1990. победивши у првих осам борби.
Александар Јосиповић, професионални играч у најпознатијем светском кабареу Мулен руж, у сродству је са Антоном Јосиповићем.
Антон Јосиповић данас живи у родној Бањој Луци.